# Satyrus hippodice
Satyrus hippodice är en fjärilsart som beskrevs av Jacob Hübner 1818. Satyrus hippodice ingår i släktet Satyrus och familjen praktfjärilar. Inga underarter finns listade.